# Gunung Nglanggeran
Gunung Nglanggeran är ett berg i Indonesien.   Det ligger i provinsen Yogyakarta, i den västra delen av landet, 400 km öster om huvudstaden Jakarta. Toppen på Gunung Nglanggeran är 666 meter över havet, eller 329 meter över den omgivande terrängen. Bredden vid basen är 12,0 km. Gunung Nglanggeran ingår i Pegunungan Ncale.
Terrängen runt Gunung Nglanggeran är kuperad åt nordost, men åt sydväst är den platt. Runt Gunung Nglanggeran är det tätbefolkat, med 476 invånare per kvadratkilometer. Närmaste större samhälle är Wedi, 11,3 km norr om Gunung Nglanggeran. I omgivningarna runt Gunung Nglanggeran växer i huvudsak städsegrön lövskog.